# Dumpweed
Dumpweed è un singolo dei blink-182, pubblicato nell'album The Mark, Tom and Travis Show (The Enema Strikes Back!), l'unico album live della band. Originariamente è apparso come traccia nel loro terzo album, Enema of the State.
In questa canzone, si esalta la frase "I need a girl that I can train", ovvero "ho bisogno di una ragazza che io possa ammaestrare (o addestrare)".
Tom DeLonge a proposito della canzone, ha detto: "credo che tutti vorrebbero una ragazza che si possa ammaestrare: ho scritto questa canzone pensando al mio cane. Puoi far imparare al cane ad ubbidirti, a stare tranquillo, ma è impossibile imporre ad una ragazza di fare quello che vuoi tu. Se solo si potesse avere una ragazza che si possa controllare... le donne sono una specie diversa dagli uomini.".
La canzone racconta di un ragazzo che ha una ragazza che hanno un rapporto che va "su e giù". Un minuto prima la ragazza è calma, un minuto dopo diventa pazza.

## Tracce
1. "Dumpweed" (Live)
2. "Interview 1"
3. "Interview 2"